# Center za vojaškozgodovinsko dejavnost Slovenske vojske
Center za vojaškozgodovinsko dejavnost Slovenske vojske (kratica: CVZD) je bivši center Slovenske vojske, ki se je ukvarjal z zbiranjem, hranjenjem, preučevanjem in predstavljanjem sodobne slovenske vojaške zgodovine; center je bil ustanovljen 21. oktobra 1999. CVZD je prenehal obstajati 1. julija 2004, ko se je preoblikoval v Vojaški muzej Slovenske vojske.

## Poveljstvo
Načelniki
- brigadir Viktor Kranjc  (1999 - 2001)
- polkovnik Vojko Pavlin (2001 - 2003)
- podpolkovnik Karlo Nanut (2003 - 2004)